# Apoheterolocha hetera
Apoheterolocha hetera är en fjärilsart som beskrevs av George Francis Hampson 1902. Apoheterolocha hetera ingår i släktet Apoheterolocha och familjen mätare. Inga underarter finns listade i Catalogue of Life.